# Ajedrez en Honduras

Caballo Blanco del Ajedrez.

Los juegos de Ajedrez en Honduras se remontan a la época colonial con la introducción del juego que era jugado por los conquistadores españoles. 
La primera liga nacional de Ajedrez fue la Liga Sampedrana de Ajedrez fundada en el año 1973, mucho antes de que se fundara la Federación Nacional de Ajedrez de Honduras en 1993. Entre los ajedrecistas destacados de Honduras se encuentra David Arturo Duarte quien en 2004 fue el primer ajedrecista hondureño que alcanzó la categoría de Maestro Internacional en el país.

## Ligas nacionales de Ajedrez
En 1973 se funda la Liga Sampedrana de Ajedrez y en 1975 la Liga Central de Ajedrez de Tegucigalpa, posteriormente se fundaron la: Liga Copaneca, Liga Olanchana, Liga Porteña, Liga Central y Liga Sampedrana.

## Federación Nacional de Ajedrez
La Federación Nacional de Ajedrez de Honduras fue fundada el 26 de junio de 1993 en Tegucigalpa y está afiliada a la Federación Internacional de Ajedrez, se encuentra ubicada en el complejo deportivo “José Simón Azcona Hoyo en Tegucigalpa. Desde el año 2016 la presidencia de la Federación Nacional de Ajedrez de Honduras recae en Juan Carlos Hernández (enlace roto disponible en Internet Archive; véase el historial, la primera versión y la última).. Bajo su mandato, se realizó el Primer Campeonato Centroamericano y del Caribe Absoluto 2017 celebrado en la ciudad de La Ceiba y también la segunda edición del mismo torneo esta vez en la ciudad de San Pedro Sula. Para el año 2019, se organizará el Campeonato Centroamericano por Equipos en la rama masculina y femenina y para octubre de 2019 se celebrará por primera vez en la historia ajedrecística del país el Festival Centroamericano y del Caribe de la Juventud que promete ser el Torneo de Ajedrez más grande en la historia del país.  

## Ajedrecistas Nacionales
Algunos destacados ajedrecistas nacionales son: 
- José Guillen, ganador del tercer lugar en un mundial de menores de 16 años,
- Jorge Sammour, quien obtuvo el primer lugar en un mundial de menores de 10 años,
- Jeremías Samayoa, quien fue el primer Maestro FIDE en 1995,
- Ricardo Urbina quien en 2004 fue el primer Maestro Internacional (y único hasta la fecha) de Honduras.
- Nahún Gavarrete, quien fue el campeón Nacional más joven del País y el número uno del Ranking Hondureño (2379 puntos de ELO FIDE)
- Marlon Miller, el Maestro FIDE (FM) más joven de Honduras a los 12 años de edad
- Las Hermanas Ortiz, Katherine Ortiz quien ostenta el título de Maestra FIDE(WFM) y además es fue la campeona nacional más joven en Honduras (14 años) e Rosa Ortiz quien es Candidata a Maestra(WCM)
- Las Hermanas Garcia, Andrea y Marcella ambas siendo WCM
- Alejandra García, una de las campeonas nacionales más jóvenes de Honduras (16 años)
- Mirna Fernández,quien ostenta el título de WFM

También destacan el Maestro FIDE Tomas Lozano, quien alguna vez tuvo  el mayor ELO de la Federación de Ajedrez de Honduras con un ELO FIDE de 2260. Y el Maestro FIDE José Guillén.
Javier Medina jugando en Calviá en 2004 fue el primero hondureño en vencer a un Gran Maestro en una olimpiada.
Leslie Carolina Torres Hernández la primera mujer en Honduras  con el título de Maestro FIDE.
Algunos candidatos a Maestro FIDE son: 
Javier Medina Colindres, Andrés Ustariz, Juan Carlos Hernández y Yelso Bobadilla.

## Campeonato Centroamericano
El campeonato Centroamericano se llevóo a cabo los días 11 al 15 de octubre de 2013 en Tegucigalpa.

## Ranking internacional
Honduras se encuentra en el puesto 107 a nivel internacional, con un ELO promedio de 2177, no cuenta con ningún Gran Maestro de Ajedrez, cuenta con solamente un Maestro Internacional y además con más de  18 jugadores con títulos.